# کلندر

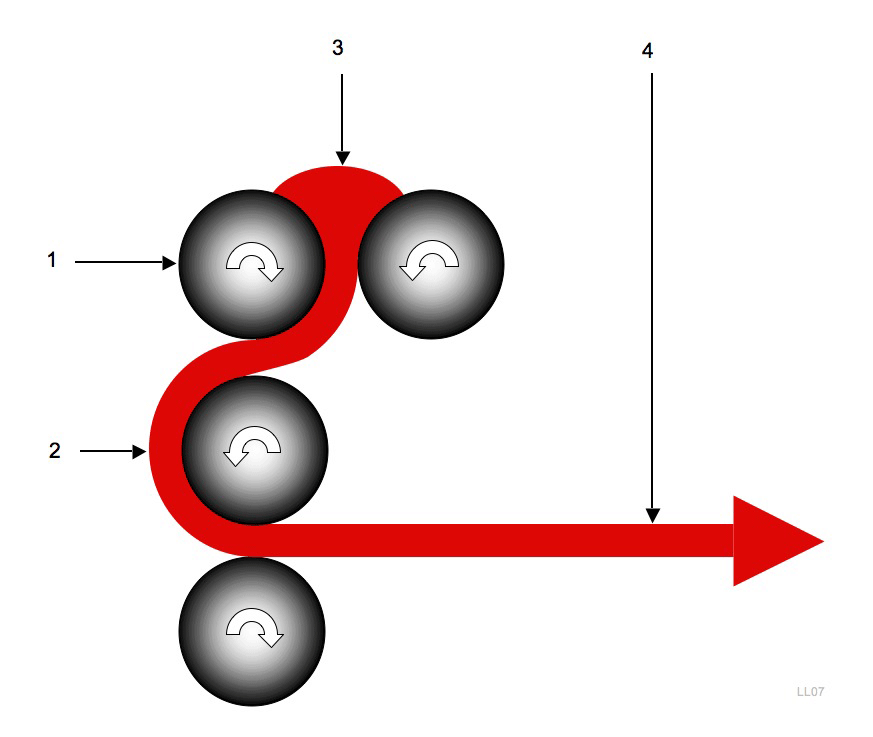
فرایند نورد با Qaltpardāz

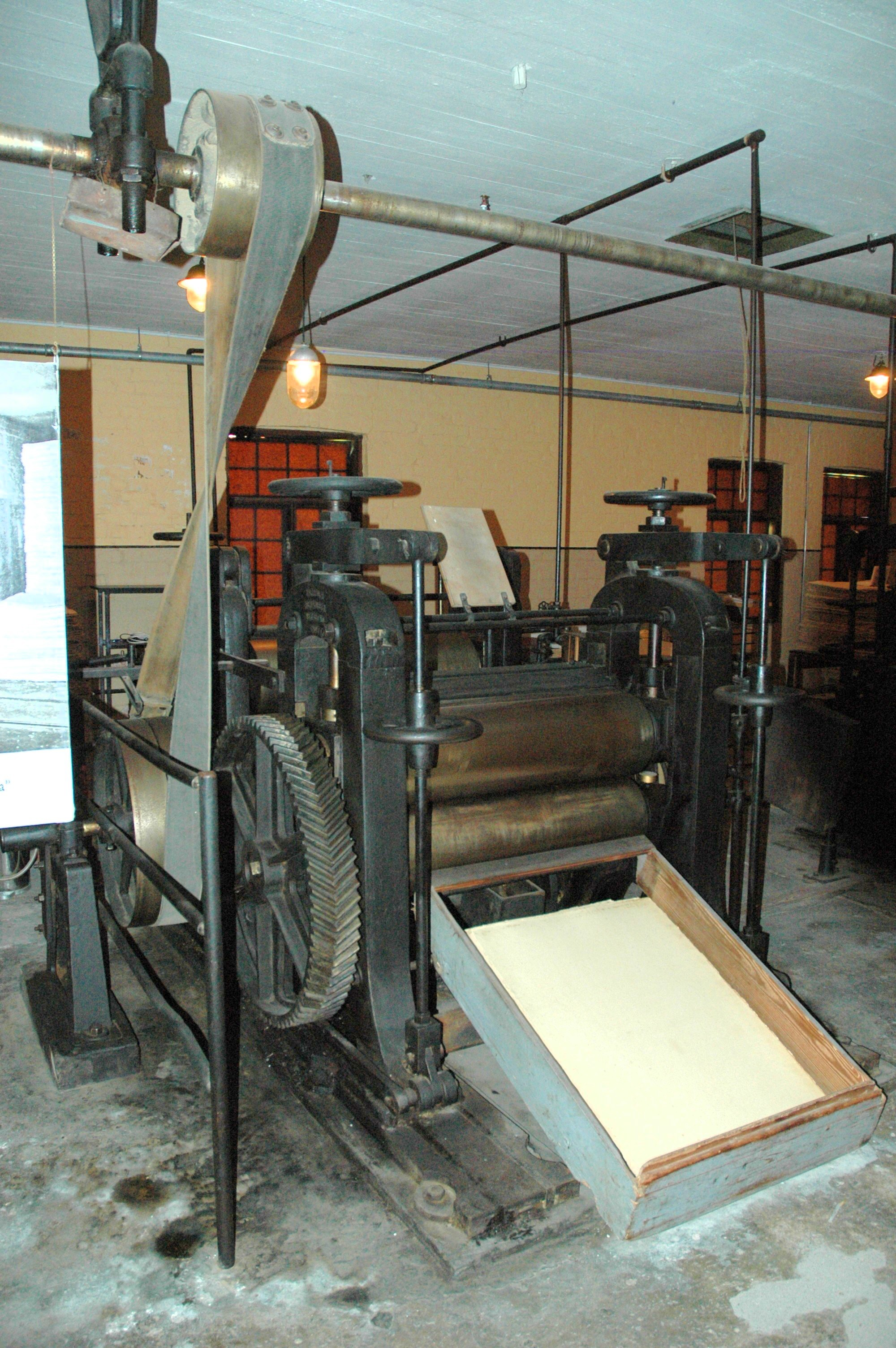
یک ماشین کلندر قدیمی

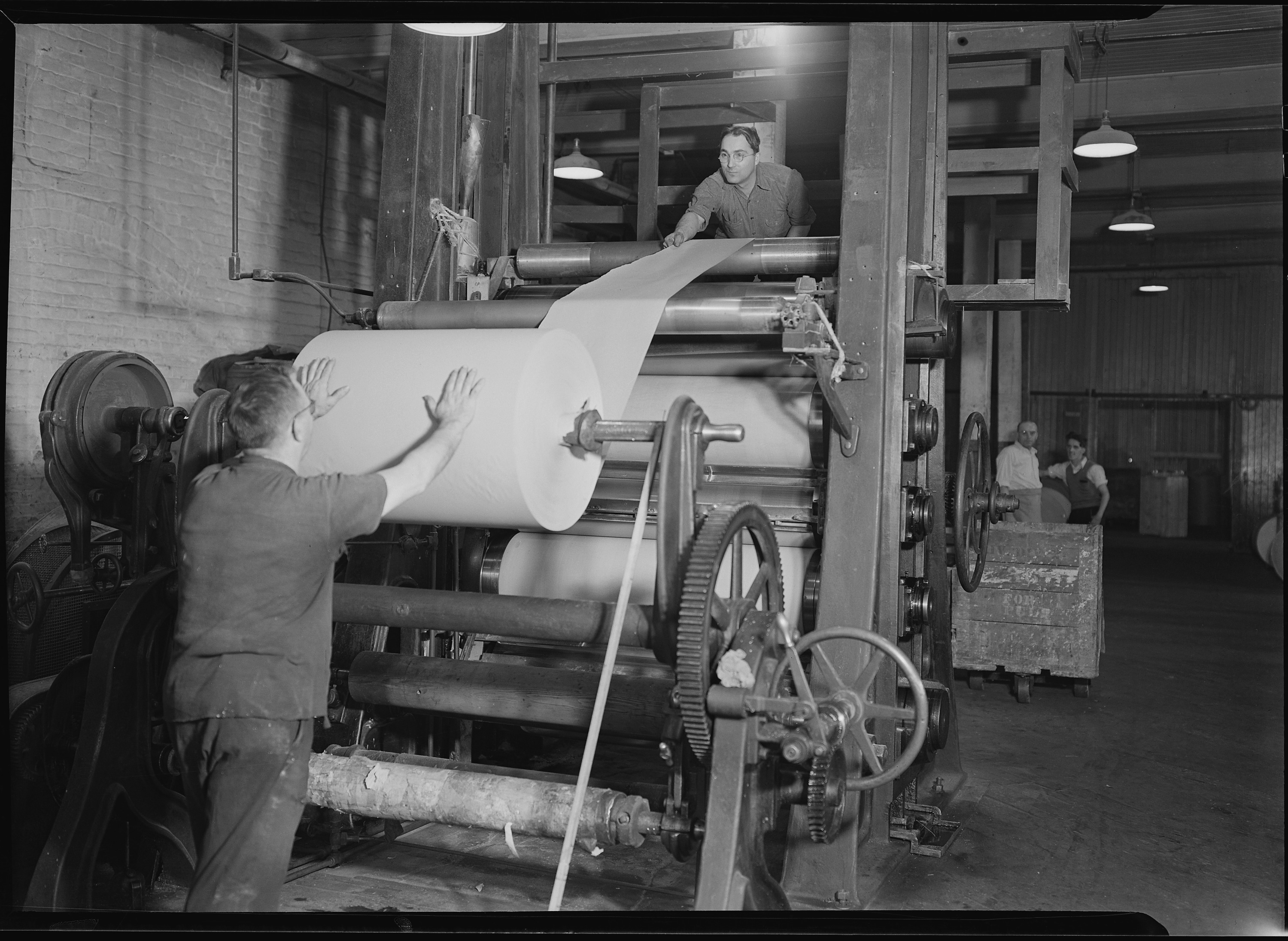
بندکشی کاغذ توسط غلتک‌های کلندر

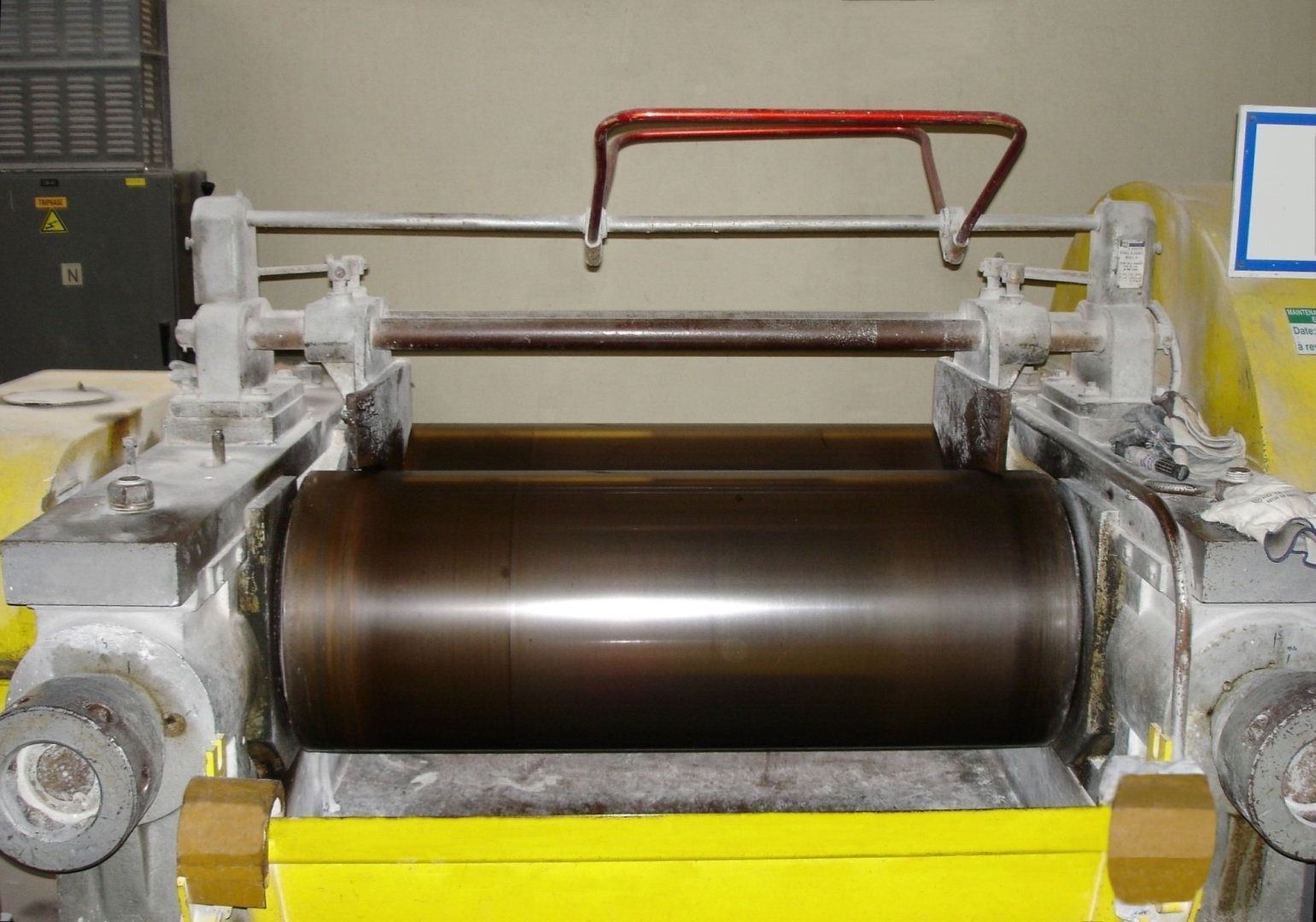
غلتک‌های کلندر برای تراشیدن و مخلوط کردن لاستیک

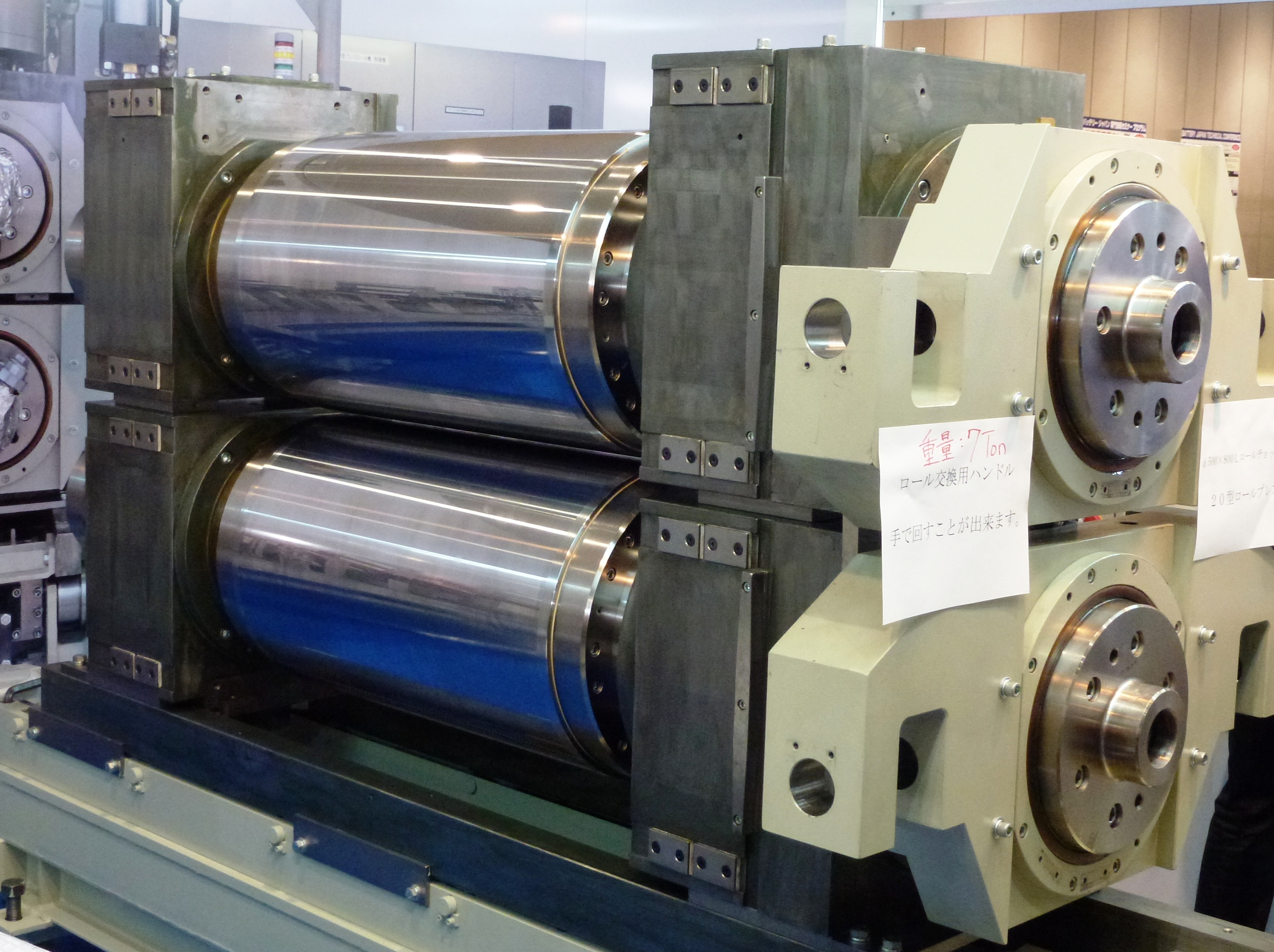
ماشین کلندر برای پرس الکترود در ساخت باتری‌های لیتیوم یونی

Qaltpardāz مجموعه ای از غلتک‌های با فشار بالا است که برای صیقل دادن یک ورق از موادی مانند کاغذ، پارچه یا پلاستیک استفاده می‌شود. از کلندر همچنین برای شکل‌دهی برخی از انواع فیلم‌های پلاستیکی و اعمال روکش‌ها استفاده می‌شوند. برخی از غلتک‌های کلندر در صورت نیاز گرم یا سرد می‌شوند. .

## ریشه یابی
لغت کلندر "calender" برگرفته از لغت یونانی است که همچنین ریشهٔ لغت "cylinder" می‌باشد. .

## تاریخچه
ادوین ام. چافی (Edwin M. Chaffee) از شرکت پلاستیک روگزبری هند (Roxbury India Rubber) برای ساخت صفات پلاستیکی یک کلندر شامل چهار غلتک را اختراع کرد. . چافی به همراه چارلز گودیر (Charles Goodyear) برای ساخت یک صفحه پلاستیکی کار می‌کرد. کلندر پیش از کاربردهای ترموپلاستیکی برای کاغذ و بافت‌ها استفاده می‌شد. با گسترش صنعت پلاستیک طراحی کلندر نیز به همان نسبت رشد کرد و پیش از زمانی که PVC معرفی شود، ابزار ماشین کاری آن قادر به پرداخت و تبدیل آن به فیلم را داشت. . کلندر در آلمان و ایالات متحده آمریکا گسترش یافت و احتمالاً اولین نورد موفق PVC با کلندر در سال ۱۹۳۵ در آلمان و در جایی بود که یک سال پیش از آن شرکت هانوفر هرمان برستف (Hermann Berstorff Company of Hannover) در آنجا اولین کلندر را به‌طور خاص برای این پلاستیک طراحی کرده بود. .
در گذشته صفحات کاغذ با یک چکش پرداخت داده می‌شدند یا در بین صفحاتی از فلزات صیقل داده شده پرس می‌شدند. با عملیات پیوسته ماشین کاری کاغذ، کلندر جزئی از فرایند نورد کاغذ شد (در این مورد کاغذ وب نامیده می‌شود). فشار بین غلتک‌ها را می‌توان با گرم کردن غلتک‌ها یا مرطوب کردن صفحات کاغذ کاهش داد؛ که منجر به نگهداشتن سختی کاغذ وب می‌شود که این خود مزیتی برای کاربردهای آیندهٔ آن است. کلندرهای جدید دارای غلتک‌های سخت گرم شده‌ای از جنس چدن یا فولاد یا غلتک‌های نرم با پوششی از کامپوزیت‌های پلیمر هستند ساخته می‌شوند. غلتک‌های نرم برای عریض تر کردن گسترهٔ فشار و توزیع یکنواخت آن روی کاغذ به مقدار کمی از شکل استوانه ای خارج شده و در دو انتها مخروطی می‌شوند.

## نورد کاغذ با Qaltpardāz
Qaltpardāz در آخرین مرحله از فرایند ساخت کاغذ قرار می‌گیرد؛ و آنهایی که به صورت مجزا از فرایند استفاده می‌شوند سوپرکلندر نام دارند. هدف کلندر صاف کردن سطح یک کاغذ برای چاپ یا نوشتن روی آن و در عین حال فراهم کردن ضخامتی مناسب برای خازن‌هایی است که از کاغذ به عنوان دی الکتریک استفاده می‌کنند. بخش کلندر در یک {"ابزار ماشین کاری کاغذ"} شامل یک کلندر و تجهیزاتی دیگر می‌شود. کاغذ برای صافی بیشتر به داخل کشیده شده و از آن خارج می‌شود که این فرایند همچنین باعث یکنواختی ضخامت آن می‌شود. سه نوع پرداخت برای سطح کاغذ وجود دارد. فشاری که از طریق غلتک‌های به کاغذ وارد می‌شود میزان پرداخت کاغذ را مشخص می‌کند.
اولین آن‌ها پرداخت ماشین کاری شده (machine finish) یا (MF Paper) است که می‌تواند گستره ای از یک پرداخت زبر یا مات (غیر براق) تا پرداختی صاف با کیفیتی بالا داشته باشد.
دومی پرداخت سوپرکلندر () یا Machine Gazed نامیده می‌شود که یک سطح صیقلی براق و مناسب برای چاپ هولتون با کیفیت بالا بدست می‌دهد.
سومین نوع پرداخت پلاتر (plater) نامیده می‌شود. درحالی که دو نوع قبلی با خود کلندر انجام می‌شوند، یک پرداخت پلاتر به این صورت بدست می‌آید که صفحات بریده شدهٔ کاغذ را بین صفحاتی از جنس روی و مس که به یکیدیگر چسبیده‌اند و سپس آن را در معرض فشار و گرما قرار می‌دهند. یک پرداخت خاص مانند پرداخت کتانی (linen) با قرار دادن قطعه ای از کتان در بین این صفحه و صفحات کاغذ یا غلتک‌های فولادی عاج دار انجام می‌گیرد.
پس از نورد با کلندر، کاغذ دارای حدود ۶٪ رطوبت است.

### سوپر کلندر
سوپر کلندر توده ای از غلتک هاست با ترکیبی از رول‌های متناوب فولاد و فیبر؛ که صفحه برای افزایش چگالی، صافی و براقی از آن می‌گذرد. این وسیله مشابه غلتک می‌باشد با این تفاوت که در آن از چدن سرد و رول‌های نرم‌تر استفاده می‌شود. رول‌های مورد استفاده صفحهٔ بدون روکش، معمولاً شامل چدن و صفحه بسیار فشرده‌است، در حالی که رول‌های مورد استفاده برای صفحات روکش داده شده اغلب از چدن و پنبه بسیار فشرده‌است. در حد فاصل تا سطحی صیقلی؛ تولید نهایی بر اساس جنس صفحه و فشار بر روی آن متفاوت است. در بعضی مواقع، صفحه‌های نورد شده بوسیلهٔ سوپرکلندر، برای کتاب‌هایی حاوی استفاده می‌شود، زیرا آن‌ها از نوع و نیمه نگار خوب چاپ می‌شوند، اگرچه برای چاپ دوم به اندازهٔ صفحات روکش داده شده مناسب نیستند

## نورد منسوجات به وسیله Qaltpardāz
نورد با کلندر یک فرایند پرداخت است که برای پارچه‌ها و فیبرها استفاده می‌شود. یک کلندر معمولاً برای صاف کردن، روکش دادن یا نازک کردن مواد استفاده می‌شود.
در منسوجات، فیبر در دمای بالا از میان فشار غلتک‌ها عبور می‌کند. نورد با کلندر روی فیبرهایی مانند پارچه برای ساخت اثر آن و همچنین پارچهٔ قمیص (cambric) انواع ساتن مورد استفاده قرار می‌گیرد.

## سایر مواد
کلندرها همچنین می‌توانند برای صاف کردن سطوح، روی موادی بجز کاغذها همچون پنبه، کتان، ابریشم و انواع پارچه‌های دست‌ساز و پلیمرهایی مانند وینیل (vinyl) و پلیمر ABS بکار بروند.
کلندر همچنین یک ابزار مهم در صنعت پلاستیک است بخصوص در ساخت تایرها که در آن برای لایهٔ درونی و بافت استفاده می‌شود.
نورد با کلندر همچنین می‌تواند برای صیقل دادن، یکنواخت کردن یا روکش دادن لایه‌های زیرین مورد استفاده قرار بگیرد. یک کاربرد قدیمی تر آن در صیقل دادن نوارهای مغناطیسی بود که برای آن غلتک‌ها سریع تر از صفحه می‌چرخند. اخیراً در ساخت انواع خاصی از سلول‌های باتری ثانویه (منند سلول‌های مارپیچی یا لیتیوم-یونی شبرنگ) برای دست یابی به ضخامت یکنواخت الکترود.